# José González García
José González García (nascut el 12 d'agost de 1973), és un jugador d'escacs mexicà, que té el títol de Gran Mestre des de 2006.
Des de 2018 juga per la Federació Espanyola. A la llista d'Elo de la FIDE del setembre de 2020, hi tenia un Elo de 2483 punts, cosa que en feia el jugador número 29 (en actiu) de l'estat espanyol. El seu màxim Elo va ser de 2549 punts, a la llista de gener de 2008 (posició 386 al rànquing mundial).

## Biografia
Després d'un començament tardà en els torneigs d'escacs a l'edat de 14 anys, José va tenir dificultats per a millorar el seu nivell d'escacs per un temps fins que als 21 anys va tenir l'oportunitat de mudar-se de Mèxic a Budapest el 1995 com a estudiant d'escacs. Allà va treballar amb alguns dels entrenadors hongaresos més reconeguts i va jugar nombrosos torneigs en terra magiar. Com a resultat, es va convertir en Mestre Internacional l'estiu de 1995 i més tard el 1996 en el Campió Absolut de Mèxic.
El 1999 va posar fi al seu primer període europeu a tornant a Mèxic, on va rebre una oferta per unir-se a una escola d'escacs per a jugadors talentosos a la península de Yucatán. Allà va començar la seva fructífera carrera com a entrenador. Entre els seus alumnes es poden comptar alguns futurs Grans Mestres, Mestres Internacionals i diversos jugadors titulats.
Els anys d'inactivitat com a jugador, on va treballar només en interès dels seus alumnes, van arribar al seu fi quan va tornar a escacs competitiu, guanyant el Premier II del Memorial Capablanca a 2003 i aconseguint la medalla de bronze, en el tercer tauler de L'equip mexicà en la Olimpíada d'Escacs de Calvià de 2004. Ha defensat a l'equip mexicà en vuit olimpíades d'escacs, set vegades com a jugador i una vegada com a entrenador.
Va tornar a Europa en 2004 i es va convertir en resident de Barcelona, on encara viu amb la seva esposa i família. En l'estiu de 2005 va aconseguir la seva última norma de GM, convertint-se en el quart Gran Mestre mexicà.
Aquest mateix any, la seva carrera com a entrenador va rebre un nou i important impuls a l'ésser seleccionat per dirigir el Centre Tecnificació d'Escacs de Barcelona. Va ser un període dolç per a ell, ja que alguns dels seus alumnes van aconseguir molt bons resultats en competicions espanyoles.
Avui dia segueix col·laborant amb la Federació Catalana d'Escacs, preparant i acompanyant els joves catalans a diverses competicions juvenils espanyoles.
A més de donar lliçons i entrenament, li agrada escriure sobre la seva passió pels escacs. És membre de l'equip d'edició de la publicació d'escacs en castellà més prestigiosa, Peón de Rey, on escriu articles sobre una varietat de temes de manera regular des de 2016.

## Resultats destacats en competició
El 1991 i el 1993 fou Campiò Juvenil de Mèxic.
El 1996 fou campió de Mèxic.
El 2003 guanya el Premier II del memorial Capablanca, La Havana 2003.
El 2004 juga la Copa de Món sent eliminat per Vladimir Akopian a la primera ronda.
El 2006, García empatà als llocs 2n–5è amb Slavko Cicak, Leonid Gofshtein i Josep Manuel López Martínez al VIII Obert Internacional de Sants, a Barcelona.
El juliol de 2010 guanyà el XII Torneig Internacional del Club d'Escacs Sant Martí, per davant de Viktor Moskalenko.
L'agost de 2010 guanya el torneig internacional Vila de Sitges.
El juny de 2011 fou subcampió del Memorial Josep Lorente (el campió fou Karen Movsziszian).